# Ljubov Nikitenko
Ljubov Ivanovna Kononova-Nikitenko (rusko Любовь Ивановна Кононова-Никитенко), kazahstanska atletinja, * 6. december 1948, Kostanaj, Sovjetska zveza.
Nastopila je na poletnih olimpijskih igrah leta 1976 in se uvrstila v polfinale teka na 100 m z ovirami. Na evropskih dvoranskih prvenstvih je osvojila naslov prvakinje v teku na 60 m z ovirami leta 1977.